# Сент-Жем (Тарн)
Сент-Жем (фр. Sainte-Gemme, окс. Santa Gèma) — коммуна во Франции, находится в регионе Юг — Пиренеи. Департамент — Тарн. Входит в состав кантона Кармо-1 Ле-Сегала. Округ коммуны — Альби.
Код INSEE коммуны — 81249.

## География

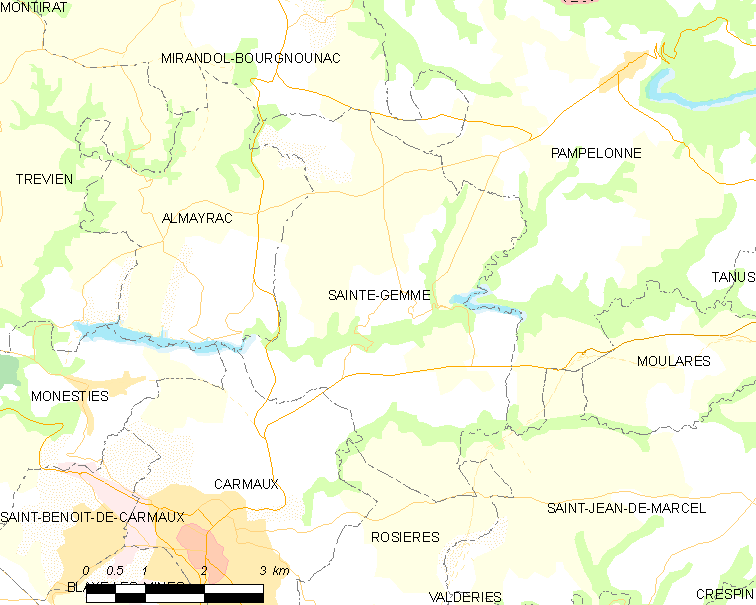
Карта коммуны

Коммуна расположена приблизительно в 530 км к югу от Парижа, в 85 км северо-восточнее Тулузы, в 19 км к северу от Альби.
На востоке коммуны расположено озеро Фонбон, а на западе — озеро Рукарье, образовавшееся после строительства плотины на реке Сере.

## Климат
Климат умеренно-океанический. Зима мягкая и дождливая, лето жаркое с частыми грозами. Ветры довольно редки.

## Население
Население коммуны на 2010 год составляло 807 человек.
| 1962 | 1968 | 1975 | 1982 | 1990 | 1999 | 2010 |
| ---- | ---- | ---- | ---- | ---- | ---- | ---- |
| 870  | 804  | 816  | 751  | 772  | 715  | 807  |

## Администрация
| Период | Период | Фамилия        | Партия | Примечания |
| ------ | ------ | -------------- | ------ | ---------- |
| 2001   | 2014   | Жан Гарриг     |        |            |
| 2014   | 2020   | Жан-Клод Клерг |        |            |

## Экономика
В 2007 году среди 476 человек в трудоспособном возрасте (15—64 лет) 329 были экономически активными, 147 — неактивными (показатель активности — 69,1 %, в 1999 году было 66,3 %). Из 329 активных работали 296 человек (162 мужчины и 134 женщины), безработных было 33 (15 мужчин и 18 женщин). Среди 147 неактивных 42 человека были учениками или студентами, 48 — пенсионерами, 57 были неактивными по другим причинам.